# Saudi Aramco
Saudi Arabian Oil Company, znany jako Saudi Aramco (arab. أرامكو السعودية) – saudyjski koncern paliwowo-chemiczny prowadzący poszukiwania i wydobycie ropy naftowej. Największy na świecie pod względem dziennej produkcji – zaspokaja ponad 10 procent światowego zapotrzebowania na ten surowiec. Badania z 2019 r. pokazują, że Saudi Aramco, z emisją 59,26 mld ton ekwiwalentu CO2 od 1965 r., było firmą o największej na świecie emisji w tym okresie.
Koncern jest światowym liderem wydobycia węglowodorów oraz globalnym liderem produkcji, procesów rafineryjnych oraz dystrybucji ropy naftowej. Potwierdzone zasoby ropy i kondensatu będące w dyspozycji koncernu wynoszą 261 mld baryłek. Dzienna produkcja Saudi Aramco wynosi 9,54 mln baryłek, choć moce produkcyjne pozwalają na wydobycie także 12 mln (dla porównania: rosyjski Rosnieft wydobywa ok. 4,1 mln baryłek dziennie, PetroChina – 2,7 mln, amerykański ExxonMobil – 2,1 mln baryłek). Główna siedziba spółki mieści się w Az-Zahran (Dhahran) nad Zatoką Perską. Saudi Aramco jest kilkakrotnie większy od innych globalnych koncernów paliwowych, takich jak brytyjski BP, amerykański ExxonMobil, chiński PetroChina czy rosyjski Rosnieft.
Przedsiębiorstwo zatrudnia ponad 61 tysięcy pracowników z 77 krajów na świecie. Prezesem koncernu (ang. chief executive officer, CEO) jest od września 2015 Saudyjczyk Amin H. Nasser. W latach 2009–2015 dyrektorem generalnym (CEO) koncernu był Khalid al-Falih, który następnie objął funkcję saudyjskiego ministra energii.
Koncern powstał w 1933, gdy Arabia Saudyjska zezwoliła na poszukiwanie i eksploatację jej zasobów amerykańskiej firmie Standard Oil of California (dzisiejszy Chevron Corporation). Obecnie koncern jest własnością państwową Królestwa Arabii Saudyjskiej.
Do koncernu należy największe na świecie pole naftowe Ghawar, znajdujące się 100 km od Az-Zahran w Al-Ahsa w prowincji Asz-Szarkijja. Jego rozmiary wynoszą 280 na 30 km.
W ramach reform gospodarczych Arabii Saudyjskiej, które mają unowocześnić ten zależny od sprzedaży ropy kraj, planowana jest w roku 2018 emisja 5 proc. akcji Saudi Aramco na giełdzie w Nowym Jorku, giełdzie w Londynie lub giełdzie w Toronto. W lutym 2017 ogłoszono, że giełdową ofertę koncernu przygotują trzy banki: JPMorgan Chase, HSBC oraz Morgan Stanley.
Pierwsza w historii długoterminowa umowa bezpośrednia na dostawy ropy naftowej dla polskiego koncernu PKN Orlen została podpisana z Saudi Aramco w 2016 roku, w ramach procesu strategicznej dywersyfikacji źródeł zaopatrzenia w surowce energetyczne dla Polski (wcześniej realizowane były dostawy spotowe lub pośrednie).